# Bröderna Lejonhjärta (ofärdig film)
Bröderna Lejonhjärta (engelska: The Brothers Lionheart) var en planerad filmatisering av Astrid Lindgrens bok Bröderna Lejonhjärta. Filmen skulle ha regisserats av Tomas Alfredson efter ett manus av John Ajvide Lindqvist, med Peter Gustafsson som producent och Hoyte van Hoytema som fotograf.
Planerna lanserades 2012 av regissören Tomas Alfredson och skulle ha blivit den dittills dyraste svenskproducerade filmen. Efter flera svårigheter med att få ihop produktionen meddelade dock Alfredson tio år senare att projektet var helt avblåst.

## Produktion
2012 offentliggjordes planer på att filmatisera Astrid Lindgrens fantasyroman Bröderna Lejonhjärta från 1973 med Tomas Alfredson som regissör, John Ajvide Lindqvist som manusförfattare, Peter Gustafsson som producent och Hoyte van Hoytema som fotograf. Tomas Alfredson hade samarbetat med både Hoyte van Hoytema och John Ajvide Lindqvist vid filmatiseringen av Låt den rätte komma in, som ledde till ett internationellt genombrott för Alfredson, med filmatiseringen av Tinker, Tailor, Soldier, Spy. Konstnären Jesper Waldersten skulle också finnas med i produktionen.
Filmens budget sattes på runt 325 miljoner kronor och skulle spelas in på engelska under titeln "The brothers Lionheart" av bolaget Saltkråkan AB. Detta gör att filmen skulle bli den dyraste nordiska filmen någonsin. Filmen fick 11 miljoner i produktionsstöd av Svenska Filminstitutet.
Filmen planerades först att spelas in i bland annat västra eller norra Norge med start 1 juli 2013 för en planerad premiär 2014 men på grund av svårigheter att få ihop en så hög budget med flera internationella aktörer sköts inspelningen upp till våren 2014 med 25 december samma år som premiärdatum. I februari 2014 meddelade Hoyte van Hoytema att projektet inte hade någon satt inspelningsstart, och projektet har sedan dess skjutits upp tills vidare. År 2015 hade amerikanska Melissa Mathison(en) engagerats som manusförfattare, men när hon oväntat avled tog arbetet med filmen stopp ännu en gång.
I oktober 2017 berättade Alfredson att han fortfarande hade planer på att slutföra projektet och i september 2021 uppgav Cilla Nergårdh, vd på Astrid Lindgren AB, att filmen var ett angeläget projekt för familjen Lindgren.
I en intervju med TV4 i februari 2022 berättade Alfredson att flera olika samarbetspartners haft en rad disparata förslag och framförallt haft invändningar mot filmens slut där pojkarna hoppar in i nästa värld, vilket kunde tolkas som självmord. Till slut ska teamet ha hittat en amerikansk samarbetspartner som gick med på upplägget men som efter ett tag ändrade sig, vilket ledde till att Alfredson blåste av projektet helt.